# Apteka Królewska w Toruniu
Apteka Królewska w Toruniu – historyczna apteka działająca w latach 1389–2011 w Toruniu, znająca się na terenie Zespołu Staromiejskiego, w południowej pierzei Rynku Staromiejskiego, pod numerem 4.

## Historia
Apteka została założona w 1389 roku i jest pierwszym udokumentowanym obiektem tego typu w Toruniu. Do czasu likwidacji w 2011 roku była to druga (po aptece w Dubrowniku) najstarsza na świecie ciągle funkcjonująca apteka. Założycielem apteki był pochodzący z Wrocławia Albert, określany również jako „apteker” lub „apotheker”. Apteka mogła powstać dzięki umowie zawartej między Toruniem a Wrocławiem. Apteka początkowo nazywała się „Pod Orłem”. Kamienica, w której mieściła się apteka, wielokrotnie przebudowywano. Przez kilkaset lat apteka ta była uważana za najlepiej wyposażoną w Toruniu. 12 lutego 1652 roku aptekę nazwano mianem „Królewskiej”. W tym samym dniu na elewacji budynku umieszczono królewskiego orła. W 1851 roku przeprowadzony gruntowny remont apteki, w wyniku którego zniszczono większość średniowiecznej elewacji. W 1853 roku Rada Miejska zaleciła zmianę nazwy z „Königliche Apotheke” („Apteka Królewska”) na „Königlich privilegierte Apotheke” („Królewska Apteka Uprzywilejowana”). Zmianie nazwie sprzeciwiał się ówczesny właściciel apteki, Ferdynand Fryderyk Taege. Pomimo zalecenia Rady Miejskiej, Taege oraz jego następca zachowali pierwotną nazwę.
W 1929 roku obiekt wpisano do rejestru zabytków. Podczas remontu apteki w 1969 roku, po wybiciu szczeliny w ścianie odnaleziono list pochodzący z połowy XIX wieku, autorstwa Ferdynanda Fryderyka Taege. Poprzedni właściciel napisał o tym, w jakich okolicznościach kupił aptekę, jakie czerpał dochody oraz skąd kupował towar. Taege wspominał, że poprzedni właściciel zaniedbywał obiekt. W liście znalazły się również wspomnienia o Aptece Radzieckiej i Aptece pod Złotym Lwem.
W 2011 roku zmarła ostatnia właścicielka apteki, Sylwia Siwiec-Kant. Po jej śmierci aptekę zamknięto. Obecnie na miejscu apteki mieści się restauracja i cukiernia.

## Galeria

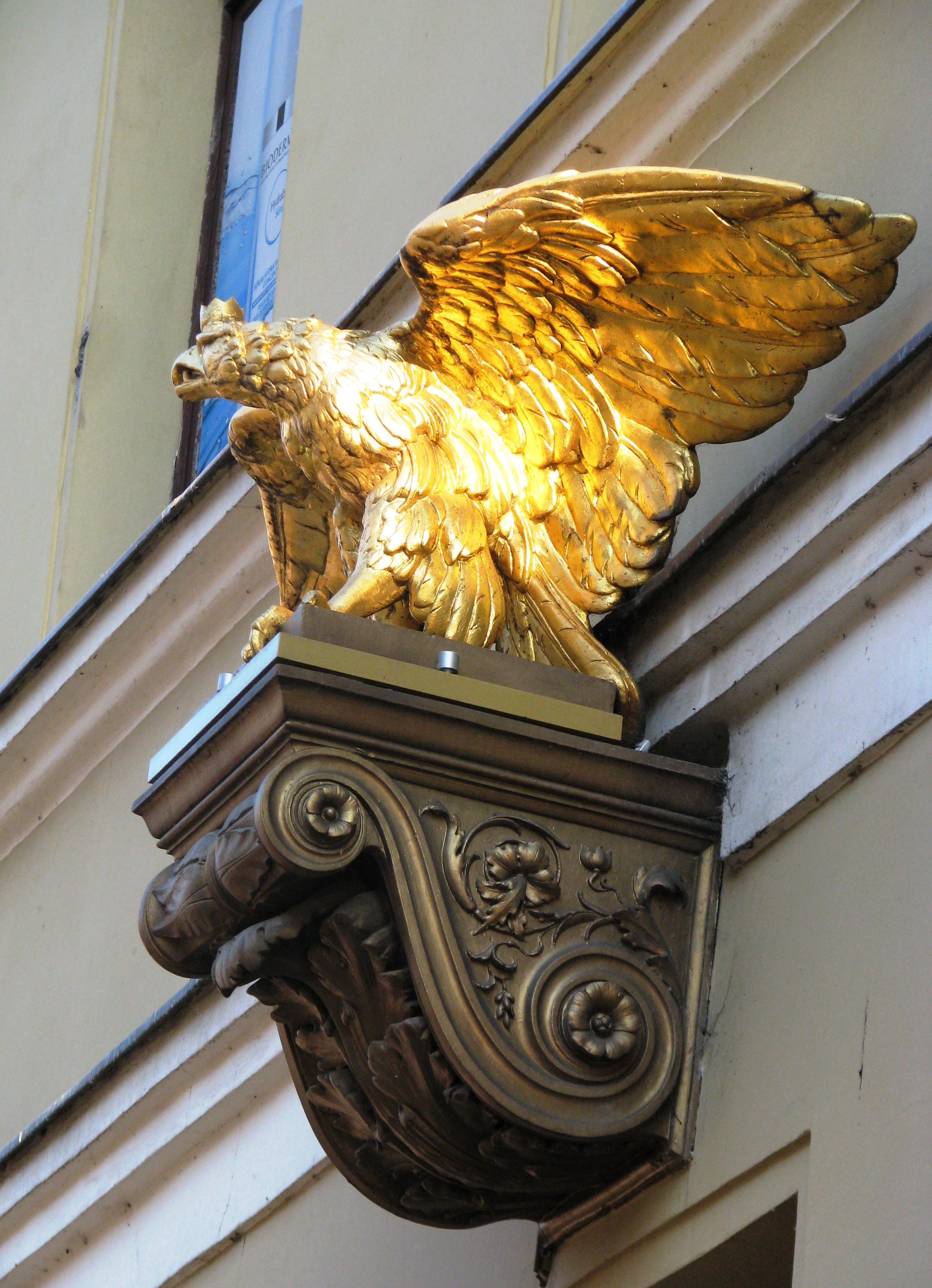
Godło apteki - figura orła
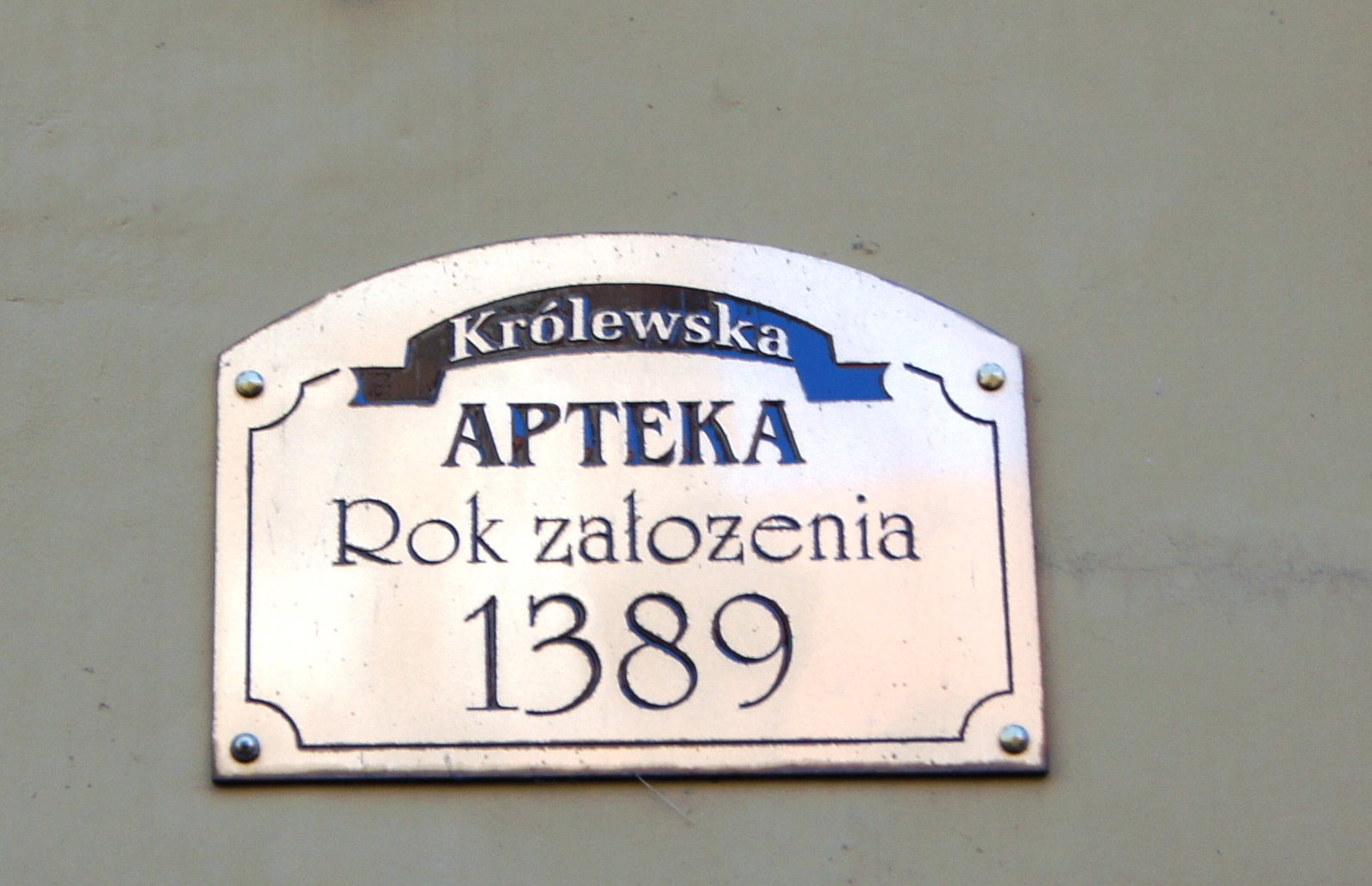
Tabliczka na fasadzie z datą założenia apteki
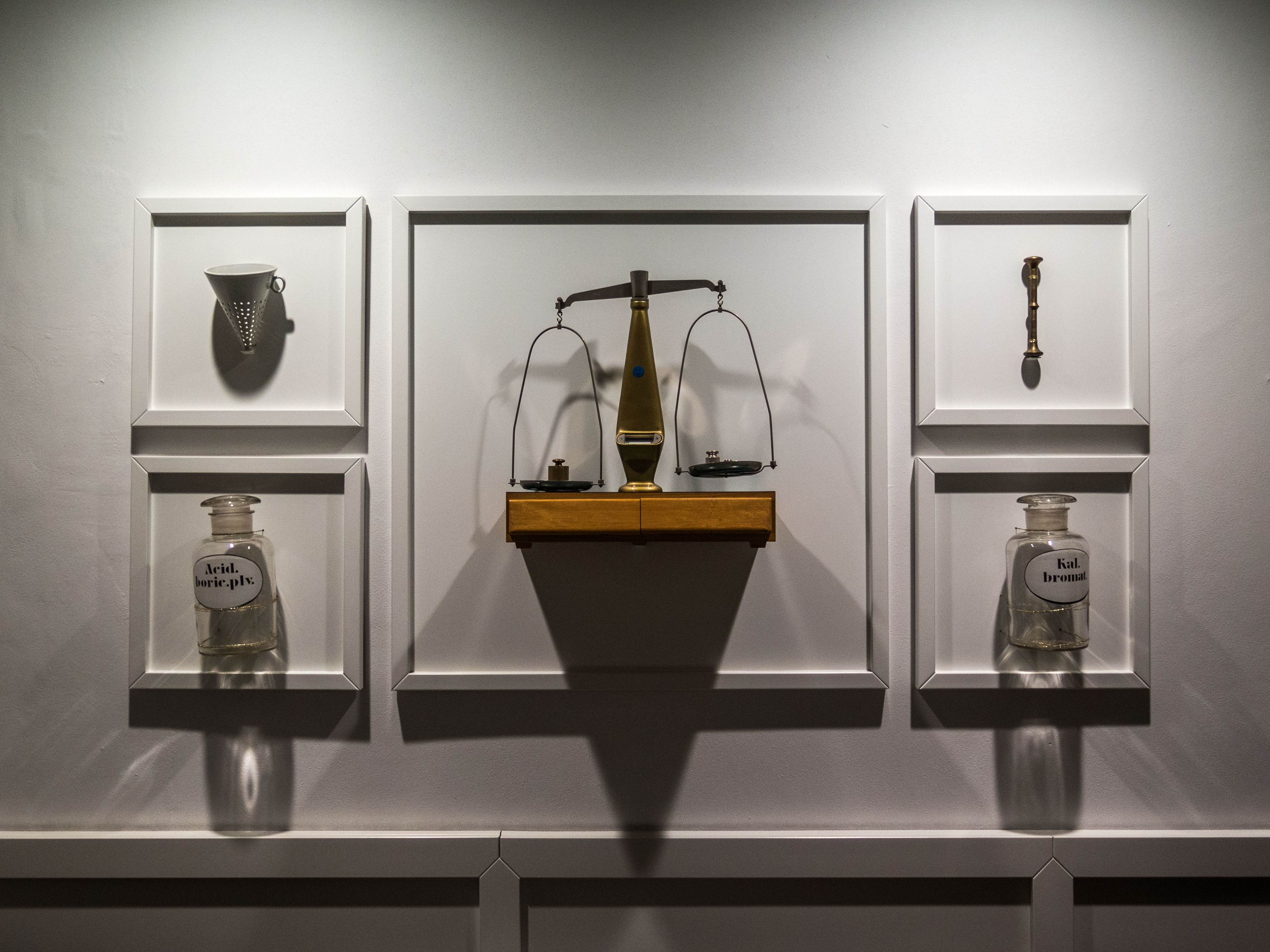
Ekspozycja we wnętrzu, nawiązująca do dawnej funkcji budynku
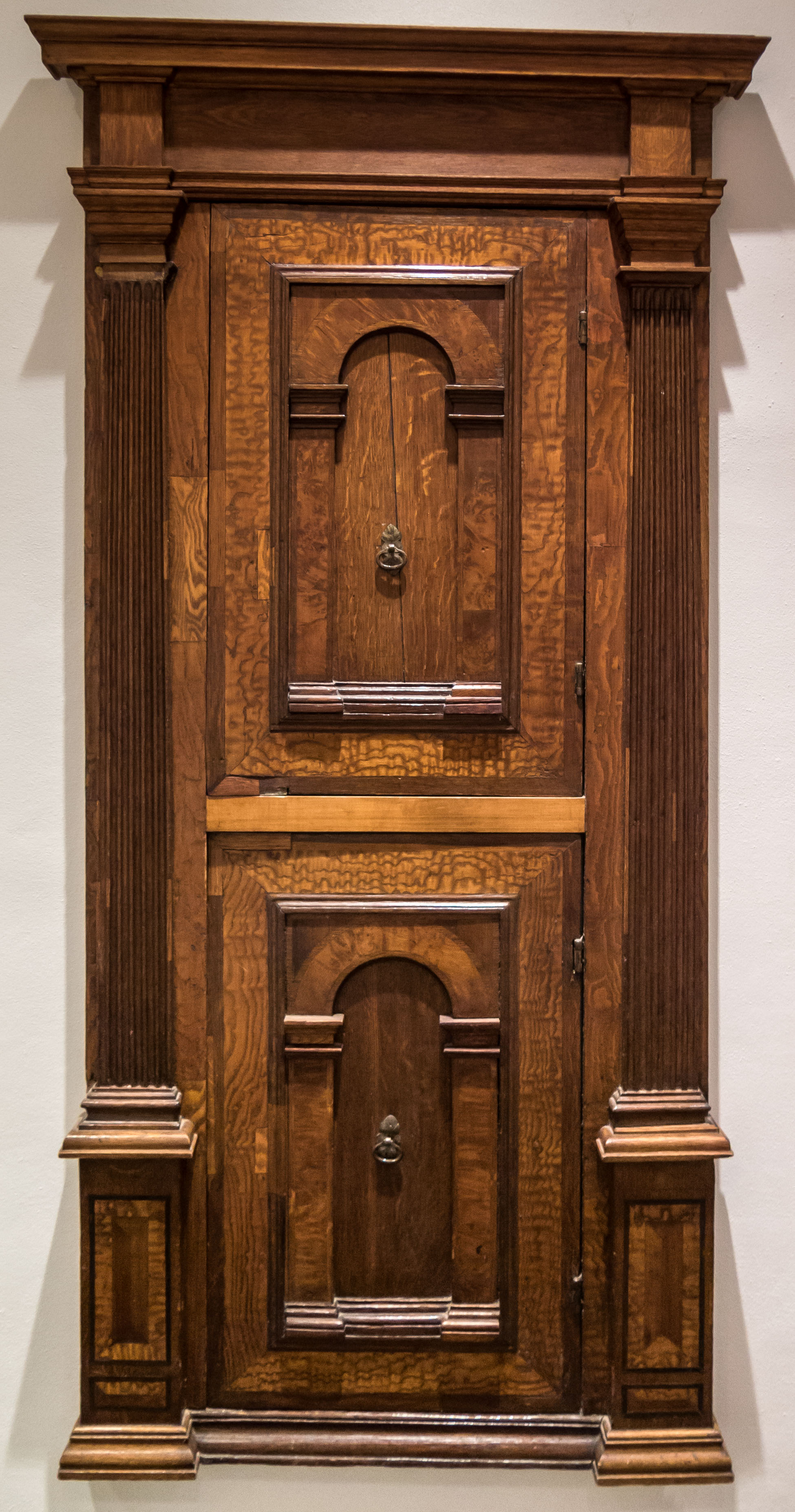
XVII-wieczna szafka ścienna
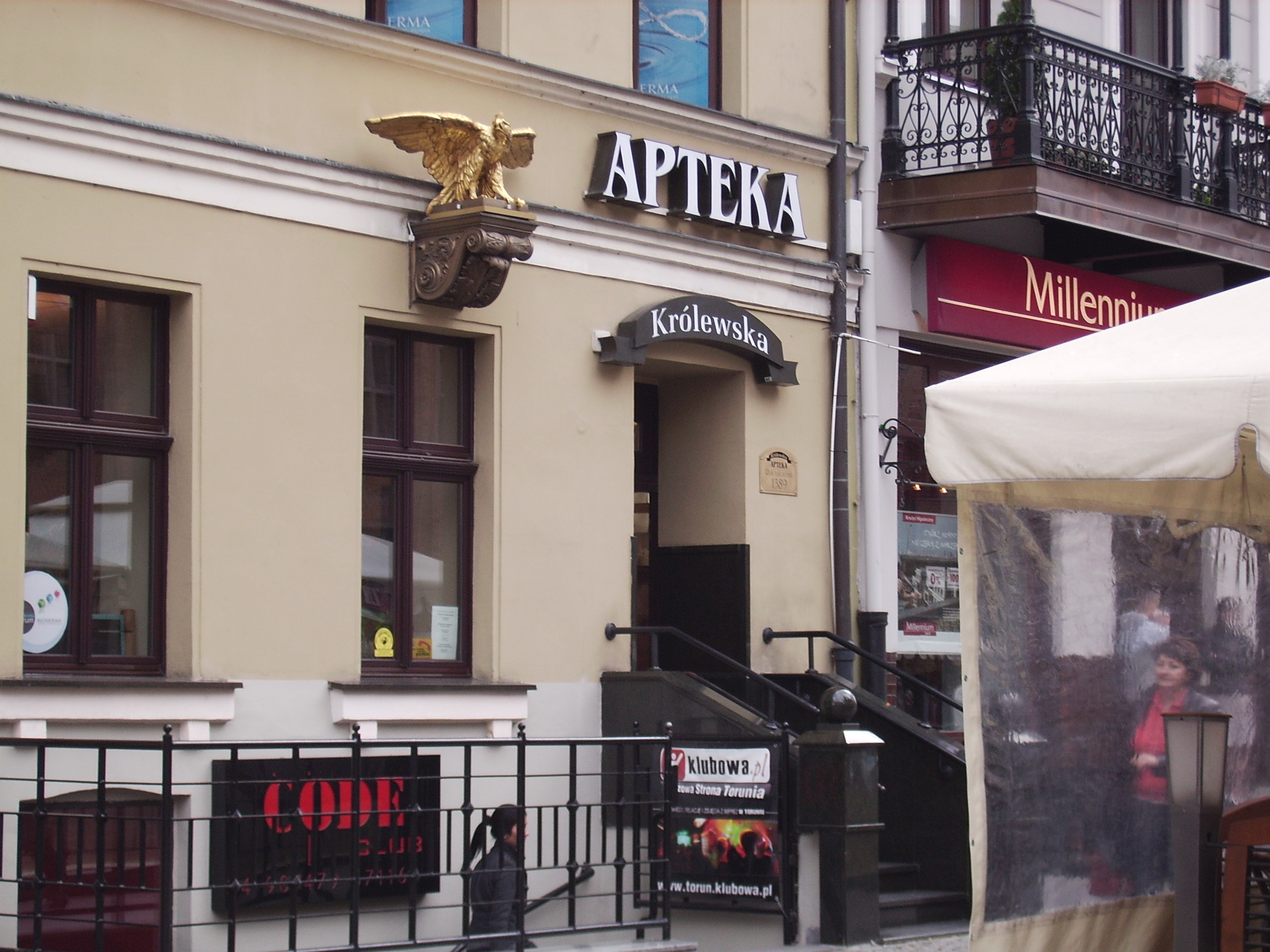
Wejście, 2009 rok